# Zastrow (gård)
Zastrow er en lille hovedgård, som er udstykket fra Dallund Gods i 1860. Gården ligger i Søndersø Sogn, Skovby Herred, Søndersø Kommune. Zastrow Gods er på 198,7 hektar.
Gården Zastrow har oprindeligt sit navn fra slægten Blixen-Fineckes gods Zastrow i Pommern.

## Ejere af Zastrow
- (1860-1873) Carl Frederik Axel Bror von Blixen-Finecke
- (1873-1915) Frederik Theodor Hans Anna Christian Wolfgang von Blixen-Finecke
- (1915) Udstykningsforeningen for Sjælland og Fyns Stifter
- (1915-1916) L. P. Plougheld
- (1916-1917) H. J. Andersen
- (1917-1918) Otto Preben Brandt Hvenegaard
- (1918-1924) Frederik Christensen
- (1924-1960) Rasmus Rasmussen
- (1960-1995) Thorvald Rasmussen
- (1995-2000) Zastrow A/S
- (2000-) Zastrow A/S / Steen Benthin Rasmussen